# Shoushan (häradshuvudort i Kina, Shaanxi, lat 34,28, long 107,75)
Shoushan är en häradshuvudort i Kina. Den ligger i provinsen Shaanxi, i den nordvästra delen av landet, omkring 110 kilometer väster om provinshuvudstaden Xi'an. Antalet invånare är 299 990. Befolkningen består av 144 119 kvinnor och 155 871 män. Barn under 15 år utgör 14,0 %, vuxna 15-64 år 77 %, och äldre över 65 år 8,0 %.
Runt Shoushan är det tätbefolkat, med 343 invånare per kvadratkilometer. Närmaste större samhälle är Fufeng, 14,9 km nordost om Shoushan. Trakten runt Shoushan består till största delen av jordbruksmark.
Genomsnittlig årsnederbörd är 730 millimeter. Den regnigaste månaden är september, med i genomsnitt 159 mm nederbörd, och den torraste är december, med 2 mm nederbörd.